# 歌绿斑叶兰
歌绿斑叶兰（学名：Goodyera seikoomontana），为兰科斑叶兰属下的一个植物种。